# 奥田流
奥田流（おくだりゅう）は、奥田松五郎が開いた柔術の流派である。

## 歴史
奥田松五郎は幼少の頃より、福野流柔術六世である父の奥田仁左衛門義勝の開く道場で福野流柔術の修行を始めた。
その後、父の友人である起倒流の沢田武司義明の内弟子として入門した。沢田は起倒流師範で保科家の家臣であった。ここで1861年（文久元年）から1877年（明治10年）までの16年間修業した。
1884年（明治17年）に奥田流を開いた。

## 内容
警視庁警察専用之形
行違、後攻、天狗倒、見合捕、柄砕、柄止、柄搦、獨鈷、両柄、抜身、小具足
警察専用形
体（二本）
片胸
陽之離（変化 両手車）
四方捕（変化 背負投）
大外刈（変化 腕車）
体落
奥田流柔術投捨形
樟木、刈柄、朽木倒、横車、片胸捕、手髪捕、腰刈捨、小手返
引落、手繰、捨身、下り藤、腕搦、矢筈、両手、後捕
奥田流柔術手解
鬼拳、逆手、片手捕、逆指、小手返、振解、絞り、片胸捕、両胸捕、幻シ、手髪捕、天倒
投之形
膝車、背負投、背負落、腰投、拂腰、釣込腰、鴨捕、大外刈、大外落、腕車、水車、肩車、陽之離
無段
足拂、掬投、腰投、巻落、蟹業、手繰、引落、鴨捕、横捨身、真捨身、登掛、帯引、内股、幻シ、調子投、背負投
初段居捕
真之位、添捕、御前捕、袖車、飛違、抜身目附、鐺返、両手捕、壁添、後捕
中段居捕
真之位、手巾捕、御前捕、袖車、飛違、抜身目附、柄砕、膳越、両手、引立
初段立合
行違、突掛、引落、両胸捕、連拍子、友車、絹潜、襟投、手髪捕、後捕
衣紋捕
衣紋捕、小手返、引落、刈〆、山影、横打、両手捕、顎捻り、顎捻り裏、襟投、襟投裏、見合捕、摺上り、両手車、撞木返
投捨
撞木、刈捨、朽木倒、横車、片胸捕、手髪捕、小具足、腰刈捨、獨鈷、小手返、引落、手繰、捨身、下り藤、腕搦、矢筈、両手、両柄、後捕

## 系譜
- 奥田松五郎
  - 赤沢長五郎
  - 藤村円次郎